# 아히도벨

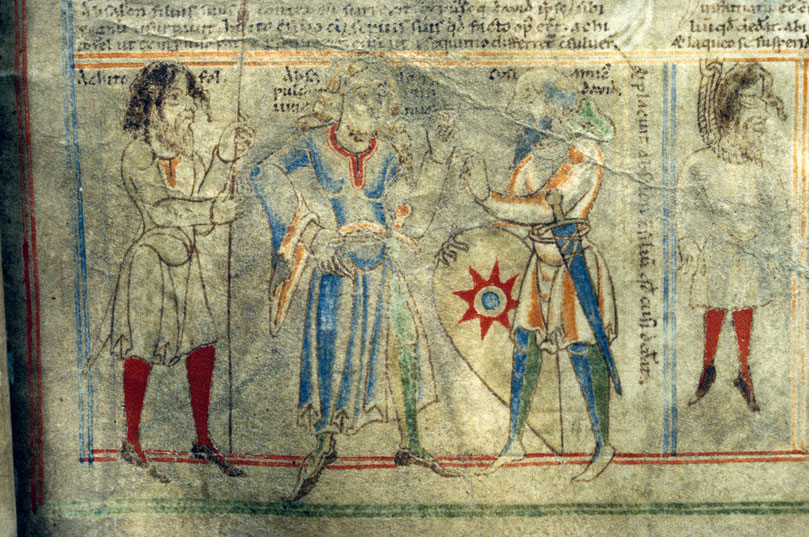
왼쪽부터 아히도벨, 압살롬, 후새를 그린 12세기의 삽화.

아히도벨(히브리어: אחיתופל)은 연합 이스라엘 왕국의 사람으로 다윗의 고문인이자 길로 출신 사람이다. 압살롬의 난이 일어나자 다윗을 배신하고 압살롬을 지지하며 그의 모사가 되었다.
그러나 다윗이 압살롬에게 자기 친구 후새를 보내 아히도벨의 꾀를 뒤집도록 한다. 아히도벨은 압살롬이 예루살렘에 입성하자 백성들의 민심을 얻게 하고 군사 12000명을 뽑아 다윗을 추격하자는 작전을 내놓았지만, 압살롬이 후새의 의견을 따르자 아히도벨은 고향 성읍으로 돌아가 목을 매 자살해 그 아버지의 무덤에 묻혔다.
아히도벨은 엘리암의 아버지로도 묘사된다. 그런데 엘리암이 밧세바의 아버지이므로 아히도벨이 밧세바의 할아버지일 것이라고 보는 것이 정론이다.

## 예언
아히도벨의 자살은 성경에 기록된 최초의 고의적 자살이다. 요한복음 13장 18절에서 예수 그리스도는 시편 41편을 인용하며 자신이 배신당할 것임을 암시한다. 이 때 시편 41편에서 가리키는 대상을 아히도벨로 보고, 가룟 유다를 아히도벨에 비유하며 그의 자살까지도 예언한 것이라는 해석이 있다.

## 참고 문헌
본 문서에는 현재 퍼블릭 도메인에 속한 1913년 가톨릭 백과사전의 내용을 기초로 작성된 내용이 포함되어 있습니다.
 본 문서에는 현재 퍼블릭 도메인에 속한 《Jewish Encyclopedia 1901–1906》의 내용을 기초로 작성된 내용이 포함되어 있습니다.